# 加納実紀代
加納 実紀代（かのう みきよ、1940年7月17日 - 2019年2月22日）は、日本の女性史研究家。女性史研究のパイオニアの一人とされる。娘は「沈没家族」の創始者である加納穂子。

## 略歴
日本統治下の京城府（現：ソウル特別市）の陸軍官舎で生まれる。陸軍軍人の父の転勤で国内へ戻り、1944年に広島市に移住する。1945年8月6日に原子爆弾に被爆し、父は遺骨も残らず亡くなる。母の実家近くの香川県善通寺市で育つ。
1963年京都大学文学部史学科卒。中央公論社勤務、1968年退社、研究者となる。
1976年、戦時女性史の研究会「女たちの現在（いま）を問う会」を立ち上げ、11月3日にミニコミ『銃後史ノート』を創刊する。創刊号から3号までは手作りで200～300部の発行だった。途中から商業出版社が関わり、数千部が発行された。1985年8月発行の第10号（＝復刊7号）特集「女たちの戦後・その原点」で戦前篇が完結したのを機に、1985年度第5回山川菊栄賞を受賞した。その後も戦後篇に取り組み、1996年7月発行の『全共闘からリブへ  銃後史ノート戦後篇8　68・1〜75・12』に至るまで、20年がかりで「銃後史ノート」全18号を刊行した。
1996年6月27日、文部省は翌年度用中学校社会科教科書の検定結果を公表。従軍慰安婦について記述した7冊すべてが合格した。同年12月2日、藤岡信勝、西尾幹二、小林よしのりらは「新しい歴史教科書をつくる会」（略称：つくる会）の結成記者会見を開催。「この度の文部省の教科書検定は安易な自己悪逆史観のたどりついた一つの帰結だ」との声明を発表し、文部大臣に対し記述削除を要求すると述べた。同年12月15日、加納、鈴木裕子、川田文子、金富子、石川逸子、森川万智子ら8人の女性は、「つくる会」結成に言論界・経済界から78人が賛同者として名を連ねたことを重く見、「『新しい歴史教科書をつくる会』に抗議する女たちの緊急アピール」と題する声明を作成した。1997年1月15日、総勢56人の連名による「女たちの緊急アピール」を、つくる会の呼びかけ人9人と賛同者78人に郵送した。また、雑誌等にも掲載した。
2002年4月から2011年3月まで新潟県新発田市にある敬和学園大学で特任教授を務めた。研究・執筆・講演などの活動とのバランスをとるため、限られた授業数のみ担当する特任教授の勤務条件が適しており、若者たちに日本の近現代史を通して日本の現在と行く末を考えてほしいという願いもあって、日本近現代史を担当していた田中利幸の後任者として着任した。「日本史概説」「歴史学」やゼミを受け持ったほか、「敬和学園大学 戦争とジェンダー表象研究会」を立ち上げ、共同研究の成果を西洋史学会やジェンダー史学会で発表した。一般市民向けのシンポジウムを重視して若桑みどりや上野千鶴子を招いて講演会やシンポジウムを開催し、地元の女性史研究グループの活動も支援した。
定年退職後はフリーとなって女性史・ジェンダー史の研究を続けたが、持病の肺気腫が進み、酸素吸入が必要となった。2018年5月にすい臓がんとの診断を受け、闘病しながら、1980年以降に書いた文章をまとめた『「銃後史」をあるく』を同年11月に刊行した。
2019年2月22日、すい臓がんのため死去。享年78。葬儀は本人の遺志により行われなかった。

## 著書

### 単著
- 加納実紀代『女たちの<銃後>』筑摩書房、1987年。ISBN 4-480-81237-7。
  - 増補新版、インパクト出版会、1995年、ISBN 4-7554-0050-3。
  - 増補新版 新装版、インパクト出版会、2019年、ISBN 978-4-7554-0295-1。
- 加納実紀代『「昭和」戦前の飛んでる女たち 草分けの女性飛行士の自立への意志と挫折』日本女子社会教育会〈女性問題セミナー:研究レポート 平成4年度〉、1992年。全国書誌番号:20737196。
- 加納実紀代『越えられなかった海峡 女性飛行士・朴敬元の生涯』時事通信社、1994年。ISBN 4-7887-9403-9。
- 加納実紀代『まだ「フェミニズム」がなかったころ 1970年代、女を生きる』インパクト出版会、1994年。ISBN 4-7554-0038-4。
- 加納実紀代『天皇制とジェンダー』インパクト出版会、2002年。ISBN 4-7554-0119-4。
- 加納実紀代『ひろしま女性平和学試論 核とフェミニズム』家族社〈kazoku‐sya・1000シリーズ 1〉、2002年。ISBN 4-907684-05-3。
- 加納実紀代『戦後史とジェンダー』インパクト出版会、2005年。ISBN 4-7554-0155-0。
- 加納実紀代『ヒロシマとフクシマのあいだ ジェンダーの視点から』インパクト出版会、2013年。ISBN 978-4-7554-0233-3。
- 加納実紀代『「銃後史」をあるく』インパクト出版会、2018年。ISBN 978-4-7554-0290-6。

### 共編著
銃後史ノート
- 『銃後史ノート 1号』女たちの現在を問う会、1977年。[6]
- 『銃後史ノート 2号』女たちの現在を問う会、1978年。[16]
- 『銃後史ノート 3号』女たちの現在を問う会、1979年。[17]
- 『銃後史ノート』女たちの現在を問う会、JCA出版(発売)、1980年6月。 NCID BN15851029。 - 創刊号から第3号の合冊
- 女たちの現在を問う会 編『銃後史ノート 復刊1号（通巻4号）特集・非常時の女たち』（重版）女たちの現在を問う会、JCA出版(発売)、1982年。 NCID BN05939393。 - 初版発行1980年[18]
- 女たちの現在を問う会 編『銃後史ノート 復刊2号（通巻5号） 特集・日中開戦・総動員体制下の女たち』女たちの現在を問う会、JCA出版(発売)、1981年。 NCID BN05939575。[19]
- 女たちの現在を問う会 編『銃後史ノート 復刊3号（通巻6号） 特集・「紀元二千六百年」の女たち』女たちの現在を問う会、JCA出版(発売)、1982年。 NCID BN05939611。[20]
- 女たちの現在を問う会 編『銃後史ノート 復刊4号（通巻7号） 特集・女たちの十二月八日』女たちの現在を問う会、JCA出版(発売)、1982年。 NCID BN05939892。[21]
- 女たちの現在を問う会 編『銃後史ノート 復刊5号（通巻8号） 特集・戦場化する銃後』女たちの現在を問う会、JCA出版(発売)、1983年。 NCID BN05939950。[22]
- 女たちの現在を問う会 編『銃後史ノート 復刊6号（通巻9号） 特集・女たちの8・15』女たちの現在を問う会、1984年。 NCID BN05940042。[23]
- 女たちの現在を問う会 編『銃後史ノート 復刊7号（通巻10号） 特集・女たちの戦後・その原点』女たちの現在を問う会、1985年。 NCID BN05940097。[8]
- 女たちの現在を問う会 編『朝鮮戦争・逆コースのなかの女たち』インパクト出版会、イザラ書房(発売)〈銃後史ノート戦後篇 1949.1〜1951.7〉、1986年8月。全国書誌番号:86054426。[24]
- 女たちの現在を問う会 編『<日本独立>と女たち』インパクト出版会、イザラ書房(発売)〈銃後史ノート戦後篇 1951.8〜1953.6〉、1987年4月。全国書誌番号:87043713。[25]
- 女たちの現在を問う会 編『55年体制成立と女たち』インパクト出版会、イザラ書房(発売)〈銃後史ノート戦後篇3 1953.7〜1955.12〉、1987年12月。全国書誌番号:88035715。[26]
- 女たちの現在を問う会 編『もはや戦後ではない?』インパクト出版会、イザラ書房(発売)〈銃後史ノート戦後篇 4 1956.1〜1958.12〉、1988年12月。全国書誌番号:89028120。[27]
- 女たちの現在を問う会 編『女たちの60年安保』インパクト出版会、イザラ書房(発売)〈銃後史ノート戦後篇 5 1959.1〜1960.12〉、1990年6月。全国書誌番号:91004074。[28]
- 女たちの現在を問う会 編『高度成長の時代女たちは』インパクト出版会、イザラ書房(発売)〈銃後史ノート戦後篇 6 1961.1〜1964.12〉、1992年2月。全国書誌番号:92054682。[29]
- 女たちの現在を問う会 編『ベトナム戦争の時代女たちは』インパクト出版会、イザラ書房(発売)〈銃後史ノート戦後篇 7 1965.1〜1967.12〉、1993年8月。ISBN 4755400341。[30]
- 女たちの現在を問う会 編『全共闘からリブへ』インパクト出版会、イザラ書房(発売)〈銃後史ノート戦後篇 8 68・1〜75・12〉、1996年7月。ISBN 4-7554-0057-0。[10]

編著
- 加納実紀代 編『女性と天皇制』思想の科学社、1979年。全国書誌番号:79025505。
- 金井淑子、加納実紀代 編『女たちの視線 生きる場のフェミニズム』社会評論社、1990年。 NCID BN04735219。
- 加納実紀代、天野恵一 編『反天皇制 「非国民」「大逆」「不逞」の思想』社会評論社、1990年。全国書誌番号:91032058。
- 加納実紀代、天野恵一 編『大嘗祭で神になる平成天皇の基礎知識 データブック・オブ・アキヒト』社会評論社〈天皇制論叢別冊 6〉、1990年。 NCID BN05852331。
- 加納実紀代 編『自我の彼方へ 近代を超えるフェミニズム』社会評論社〈思想の海へ-解放と変革- 22〉、1990年。全国書誌番号:91049308。
- 加納実紀代 編『母性ファシズム』学陽書房〈ニュー・フェミニズム・レビュー Vol.6〉、1995年。ISBN 4-313-84046-X。
- 加納実紀代 編『性と家族』社会評論社〈コメンタール戦後50年 第5巻〉、1995年。ISBN 4-7845-0535-0。
- 加納実紀代 編『国境を越えて』日本図書センター〈写真・絵画集成 日本の女たち 第3巻〉、1996年。ISBN 4-8205-6299-1。

共著
- 高群逸枝論集編集委員会 編『高群逸枝論集』高群逸枝論集編集委員会、JCA出版(発売)、1979年。全国書誌番号:81013073。「“神の子”逸枝の死と再生」加納実紀代著、「解説 高群逸枝と皇国史観」加納実紀代著
- 思想の科学研究会 編『埋もれた精神』思想の科学社〈シリーズ人と思想 1〉、1981年。全国書誌番号:81041949。「屹立する精神」加納実紀代著（p259-278）
- 浅野健一 編『「スパイ防止法」がやってきた! 消すな!われらの表現』社会評論社、1987年。全国書誌番号:87053367。「天皇制と表現民衆の生活史の中から」加納実紀代著（p152-181）
- 菅孝行 編『天皇制に関する理論と思想』柘植書房〈叢論日本天皇制 3〉、1988年。全国書誌番号:89026526。「女性解放と天皇制」加納実紀代著（p223-240）
- 差別を考える研究会 編『在日・フェミニズム 差別の構造』明石書店〈年報差別問題研究 2〉、1994年。ISBN 4-7503-0638-X。「軍隊内男女平等と自己決定権」加納実紀代著（p99-106）
- 井上輝子ほか 編『母性』岩波書店〈日本のフェミニズム 5〉、1995年。ISBN 4-00-003905-9。「『母性』の誕生と天皇制」加納実紀代著（p56-61）
- 『天皇ヒロヒトの戦争責任・戦後責任』（アジア民衆法廷ブックレット 連続<小法廷>の記録）山田朗共著、アジアに対する戦争責任を問う民衆法廷準備会編、樹花舎 1995
- 長谷川啓、橋本泰子 編『現代女性学の探究 二十一世紀にむけて共生時代を生きぬくキーワード』双文社、1996年。ISBN 4-915477-21-5。「売春は『悪』か」加納実紀代著（p5-22）
- 江刺昭子ほか 編『女がヒロシマを語る』インパクト出版会、イザラ書房(発売)、1996年。ISBN 4-7554-0058-9。「女がヒロシマを語るということ」加納実紀代著（p226-243）
- 井上俊ほか 編『<家族>の社会学』岩波書店〈岩波講座現代社会学 19〉、1996年。ISBN 4-00-010709-7。「母性主義とナショナリズム」加納実紀代著（p189-216）
- 天野恵一 編『「自由主義史観」を解読する』社会評論社、1997年。ISBN 4-7845-0494-X。「落ち目の経済大国のいらだち」加納実紀代著（p24-37）
- 山崎朋子監修『日本のフェミニズム』大空社〈叢書女性論 別巻〉、1997年。ISBN 4-7568-0203-6。 「現代生活と婦人」加納実紀代著（p125-136）、「女の立場から」加納実紀代著（p137-142）
- 熊倉敬聡、千野香織 編『女?日本?美? 新たなジェンダー批評に向けて』慶応義塾大学出版会、1999年。ISBN 4-7664-0728-8。「日本国天皇の像をジェンダーで読む」加納実紀代著（p81-98）
- 池田浩士ほか 編『<転向>の明暗』インパクト出版会、イザラ書房(発売)〈文学史を読みかえる 3〉、1999年。ISBN 4-7554-0084-8。「プラクティカルなファシズム」加納実紀代著（p124-139）
- 池田浩士ほか 編『戦時下の文学』インパクト出版会、イザラ書房(発売)〈文学史を読みかえる 4〉、2000年。ISBN 4-7554-0096-1。「『大東亜共栄圏』の女たち」加納実紀代著（p88-103）
- 宮台真司ほか『リアル国家論』教育史料出版会、2000年。ISBN 4-87652-390-8。「リアル『戦争への道』」加納実紀代著（p147-168）
- 井桁碧 編『「日本」国家と女』青弓社、2000年。ISBN 4-7872-3178-2。「『お国のため』に死ぬことと産むことと」加納実紀代著（p89-126）
- 石牟礼道子『石牟礼道子対談集 魂の言葉を紡ぐ』河出書房新社、2000年。ISBN 4-309-01369-4。「『魂たち』の海」加納実紀代対談（p241-270）
  - 石牟礼道子『短篇小説・批評』藤原書店〈石牟礼道子全集・不知火 第14巻〉、2008年。ISBN 978-4-89434-659-8。「『魂たち』の海」(p494-521）
- 岡野幸江、長谷川啓、渡邊澄子 編『買売春と日本文学』東京堂出版、2002年。ISBN 4-490-20457-4。「主婦は長期契約の売春婦?」加納実紀代著（p12-23）
- 網野善彦ほか 編『ジェンダーと差別』岩波書店〈岩波講座天皇と王権を考える 7〉、2002年。ISBN 4-00-011197-3。「母性天皇制とファシズム」加納実紀代著（p283-307）
- 富坂キリスト教センター 編『女性キリスト者と戦争』行路社、2002年。ISBN 4-87534-344-2。「小泉郁子と『帝国のフェミニズム』」加納実紀代著（p241-291）
- 池田浩士ほか 編『リブという<革命>』インパクト出版会〈文学史を読みかえる 7〉、2003年。ISBN 4-7554-0133-X。「フェミニズムと暴力」上野千鶴子、加納実紀代対談（p4-56）、「交錯する性・階級・民族」加納実紀代著（p248-271）
- 岡野幸江ほか 編『女たちの戦争責任』東京堂出版、2004年。ISBN 4-490-20532-5。「白の軍団『国防婦人会』」加納実紀代著（p3-17）
- 間瀬一恵『復刻 大空の遺書』ゆまに書房〈「帝国」戦争と文学 7〉、2004年。ISBN 4-8433-1299-1。1940年興亜日本社の復刻、岩淵宏子、長谷川啓監修、加納実紀代解説
- 飯島愛子『<侵略=差別>の彼方へ あるフェミニストの半生』インパクト出版会、2006年。ISBN 4-7554-0164-X。「<反差別>の地平がひらくもの」加納実紀代著（p332-361）
- 若桑みどり、加藤秀一、皆川満寿美、赤石千衣子 編『「ジェンダー」の危機を超える! 徹底討論!バックラッシュ』青弓社〈青弓社ライブラリー 45〉、2006年。ISBN 4-7872-3262-2。「ジェンダーフリー・バッシングと『日本の伝統』」加納実紀代著（p255-263）
- 池田浩士ほか 編『<いま>を読みかえる』インパクト出版会〈文学史を読みかえる 8〉、2007年。ISBN 978-4-7554-0167-1。「男女共同参画小説を読む　－「岬美由紀」、「音道貴子」を中心に－」加納実紀代著（p344-364）
- 棚沢直子、中嶋公子 編『フランスから見る日本ジェンダー史 権力と女性表象の日仏比較』新曜社、2007年。ISBN 978-4-7885-1041-8。「<銃後>の女性と植民地主義」加納実紀代著（p167-191）
- 恵泉女学園大学平和文化研究所 編『占領と性 政策・実態・表象』インパクト出版会、2007年。ISBN 978-4-7554-0175-6。「『混血児』問題と単一民族神話の生成」加納実紀代著（p213-260）
- 敬和学園大学戦争とジェンダー表象研究会 編『軍事主義とジェンダー 第二次世界大戦期と現在』インパクト出版会、2008年。ISBN 978-4-7554-0190-9。「日・独・米女性の戦時活動　－国際比較にむけて－」加納実紀代著（p8-22）、「まとめにかえて　－ジェンダーで見る三国の戦時女性表象－」加納実紀代著（p110-113）
- 小森陽一、崔元植、朴裕河、金哲 編『東アジア歴史認識論争のメタヒストリー 「韓日、連帯21」の試み』青弓社、2008年。ISBN 978-4-7872-3290-8。「『日本人妻』という問題　－韓国家父長制との関連で－」加納実紀代著（p256-266）
- 天野正子ほか 編『母性』岩波書店〈新編日本のフェミニズム 5〉、2009年。ISBN 978-4-00-028140-9。「『母性』の誕生と天皇制　－母性概念をめぐって－」加納実紀代著（p68-73）
- 天野正子ほか 編『女性史・ジェンダー史』岩波書店〈新編日本のフェミニズム 10〉、2009年。ISBN 978-4-00-028145-4。「<近代>をひらく」加納実紀代著（p1-24）、「国防婦人会、その幻想の<革新>性　－元気な銃後の女たち－」加納実紀代著（p171-182）
- 岩崎稔、上野千鶴子、北田暁大、小森陽一、成田龍一 編『「40・50」年代』紀伊國屋書店〈戦後日本スタディーズ 1〉、2009年。ISBN 978-4-314-01052-8。「<復員兵>と<未亡人>のいる風景」加納実紀代著（p81-99）
- 趙景達、原田敬一、村田雄二郎、安田常雄 編『戦争と向き合って』有志舎〈講座東アジアの知識人 第4巻〉、2014年。ISBN 978-4-903426-81-5。「市川房枝　－『帝国のフェミニズム』の陥穽－」加納実紀代著（p180-197）
- 松井久子 編『何を怖れる フェミニズムを生きた女たち』岩波書店、2014年。ISBN 978-4-00-024171-7。「『銃後の女性』の戦争責任を問う」加納実紀代述（p99-112）
- 岩波書店編集部 編『私の「戦後70年談話」』岩波書店、2015年。ISBN 978-4-00-061051-3。「『小国』に腰を据える」加納実紀代著（p148-152）
- 『被爆70年ジェンダー・フォーラムin広島「全記録」 ヒロシマという視座の可能性をひらく』ひろしま女性学研究所、2016年。ISBN 978-4-907684-38-9。「立つ瀬がない　－被害/加害の二重性を超える－」加納実紀代著（p399-420）
- 浅野豊美、小倉紀蔵、西成彦 編『対話のために 「帝国の慰安婦」という問いをひらく』クレイン、2017年。ISBN 978-4-906681-48-8。「『帝国の慰安婦』と『帝国の母』と」加納実紀代著（p193-212）
- 佐藤文香、伊藤るり 編『ジェンダー研究を継承する』人文書院〈一橋大学大学院社会学研究科先端課題研究叢書〉、2017年。ISBN 978-4-409-24119-6。「加納実紀代」加納実紀代述（p278-299）
- 静岡女性史研究会 編『私たちの現在を問う』羽衣出版〈しずおかの女たち 第10集〉、2019年。ISBN 978-4-907118-42-6。加納実紀代の講演記録を掲載
- 高雄きくえ 編『広島爆心都市からあいだの都市へ 「ジェンダー×植民地主義交差点としてのヒロシマ」連続講座論考集』インパクト出版会、2022年。ISBN 978-4-7554-0326-2。「『平和』表象としての鳩と折鶴　－二〇一八年一一月一七日・『<銃後史>を歩く』出版記念会講演－」加納実紀代述（p84-102）

## 関連文献
- 岩崎稔、上野千鶴子、成田龍一 編『戦後思想の名著50』平凡社、2006年。ISBN 4-582-70258-9。「加納実紀代『女たちの<銃後>』」古久保さくら著（p514-524）
- 障害学研究編集委員会 編『障害学研究 10(2014)』障害学会、明石書店(発売)、2014年。ISBN 978-4-7503-4040-1。「ブックガイド　加納実紀代著『ヒロシマとフクシマのあいだ-ジェンダーの視点から』」河口尚子著（p258-260）
- 「文学史を読みかえる」研究会 編『文学史を読みかえる・論集 2』インパクト出版会、2014年。ISBN 978-4-7554-8013-3。「『ヒロシマとフクシマのあいだ』(加納実紀代著)」相川美恵子著（p125-130）
- 「文学史を読みかえる」研究会 編『文学史を読みかえる・論集 3』インパクト出版会、2020年。ISBN 978-4-7554-8014-0。「加納実紀代さんを送る　－追悼－」池田浩士著（p110-111）